# ParaNorman
A ParaNorman 2012-ben bemutatott amerikai stop-motion technikával készült animációs horrorfilm-vígjáték, amelyet a Laika filmstúdió készített és a Focus Features forgalmazott. A főszereplők hangját Kodi Smit-McPhee, Jodelle Ferland, Tucker Albrizzi, Anna Kendrick, Casey Affleck, Christopher Mintz-Plasse, Leslie Mann, Jeff Garlin, Elaine Stritch, Bernard Hill, Tempestt Bledsoe, Alex Borstein és John Goodman adja. Ez az első stop-motion film, amelyben a szereplők arcát 3D-s színes nyomtatókkal hozták létre, s csak másodjára tették 3D-sre.
A 2012. augusztus 17-én bemutatott film elsősorban pozitív kritikát kapott, továbbá 60 millió dolláros költségvetés mellett 107 millió dollárt termelt. A film 2012-ben Oscar-ra jelölték legjobb animáció film kategóriában. Hasonló kategóriában BAFTA-díjra is jelölést szerzett.

## Cselekmény
Egy kisvárost zombik kezdenek ostromolni, s ezt csak Norman, a különös kisgyerek tudja megakadályozni. A félreértett fiúnak a kísértetekkel, a boszorkányokkal és az ostoba felnőttekkel is küzdenie kell, hogy a városáról eltüntethesse az átkot. A fiúnak minden paranormális képességét fel kell használnia, amely rendkívül komoly szellemi munka.

## Szereplők
| Eredeti hang             | Szereplő               | Magyar hang        |
| ------------------------ | ---------------------- | ------------------ |
| Kodi Smit-McPhee         | Norman Babcock         | Ifj. Boldog Gábor  |
| Anna Kendrick            | Courtney Babcock       | Talmács Márta      |
| Tucker Albrizzi          | Neil Downe             | Császár András     |
| Casey Affleck            | Mitch Downe            | Simonyi Balázs     |
| Christopher Mintz-Plasse | Alvin                  | Morvay Gábor       |
| Leslie Mann              | Sandra Babcock         | Nagy-Kálózy Eszter |
| Jeff Garlin              | Perry Babcock          | Schnell Ádám       |
| Elaine Stritch           | Babcock nagyi          | Felföldi Anikó     |
| Bernard Hill             | Hopkins bíró           | Rosta Sándor       |
| Jodelle Ferland          | Aggie Prenderghast     | Pekár Adrienn      |
| Tempestt Bledsoe         | Hopper seriff          | Kocsis Mariann     |
| Alex Borstein            | Mrs. Hanscher          | Molnár Piroska     |
| John Goodman             | Mr. Prenderghast       | Papp János         |
| Hannah Noyes             | Salma                  | Hermann Lilla      |
| Bridget Hoffman          | Crystal                | Sági Tímea         |
| Scott Menville           | Dwayne seriffhelyettes | Kossuth Gábor      |

## Magyar változat
A szinkront a Mafilm Audio Kft. készítette.
- Magyar szöveg: Speier Dávid
- Hangmérnök: Gábor Dániel
- Rendezőasszisztens és vágó: Simkóné Varga Erzsébet
- Gyártásvezető: Fehér József
- Szinkronrendező: Nikodém Zsigmond
- Felolvasó: Bozai József

Magyarországon a UIP-Dunafilm a forgalmazója, mind a moziban, mind másutt.

## Fordítás
Ez a szócikk részben vagy egészben  a   ParaNorman című angol Wikipédia-szócikk fordításán alapul.  Az eredeti cikk szerkesztőit annak laptörténete sorolja fel. Ez a jelzés csupán a megfogalmazás eredetét és a szerzői jogokat jelzi, nem szolgál a cikkben szereplő információk forrásmegjelöléseként.